# BTR-152
El BTR-152 (también conocido como BTR-140) fue un transporte blindado de personal sobre ruedas soviético sin capacidad anfibia (BTR es el acrónimo de Bronetransporter —БТР, Бронетранспортер, literalmente ‘transporte blindado’ en ruso—), que entró en servicio en 1950. Hacia 1970 había sido reemplazado por el BTR-60. Sin embargo, continuó en servicio en el Ejército soviético y las Fuerzas Terrestres Rusas hasta 1993 en una variedad de papeles. Además fue exportado a varios países del Tercer Mundo, donde algunos continúan en servicio.

## Historia
Los tanques son un elemento esencial de las maniobras militares. Pero esta valiosa y potente arma es vulnerable a las tácticas antitanque de infantería, especialmente en zonas urbanas o cerradas. Por lo tanto, la infantería acompaña a los tanques para ayudarlos en la eliminación de posibles armas antitanque.
Durante la Segunda Guerra Mundial, los estrategas soviéticos introdujeron los ataques combinados de tanques e infantería contra los alemanes, ambas unidades protegiéndose recíprocamente. El desempeño era menor al esperado, ya que la infantería carecía de la movilidad y blindaje del tanque, por lo que las tropas desprotegidas eran vulnerables al fuego enemigo. Esto condujo al empleo de vehículos blindados para transportar soldados, conocidos como transportes blindados de personal, que resolvieron estas desventajas.(Perrett 1987:65)
En la posguerra, el Ejército soviético analizó la gran tasa de bajas entre los soldados durante los ataques combinados de tanques e infantería, concluyendo que la principal causa fue la falta de transportes blindados de personal. Se dio gran prioridad en remediar esta vulnerabilidad en la guerra móvil. El complejo industrial militar soviético tenía sus propios diseños, vehículos obtenidos a través del acuerdo Lend-Lease como los semiorugas M3 y SdKfz 251 capturados que le servirían de referencia.(Perrett 1987:65)
El BTR-152 fue uno de los primeros vehículos blindados de infantería soviéticos producidos después de la Segunda Guerra Mundial. Fue desarrollado desde noviembre de 1946 en la fábrica ZiS por un equipo (donde figuraban K. M. Androsov, A. P. Pietrenko, W. F. Rodionov and P. P. Czerniajev) dirigido por B. M. Fitterman. Los primeros dos prototipos fueron terminados en mayo de 1947, siendo seguidos por tres series experimentales. El vehículo fue adoptado por el Ejército soviético el 24 de marzo de 1950. Este estaba basado en el chasis del camión ZiS-151. A pesar de tener un motor mejorado, la adición de 5 toneladas de blindaje dio como resultado que el vehículo tuviera una insuficiente movilidad.
Varias versiones mejoradas fueron diseñadas por W. F. Rodionov y N. I. Orłov, entrando posteriormente en producción. Estas rectificaron varios problemas, como la falta de techo y el problema de movilidad. Se le añadió un sistema central de regulación de la presión de los neumáticos, para ajustarlos y optimizar la tracción en terreno accidentado.
La producción del BTR-152 cesó en 1962. Se construyeron aproximadamente 15 000 unidades.

## Descripción

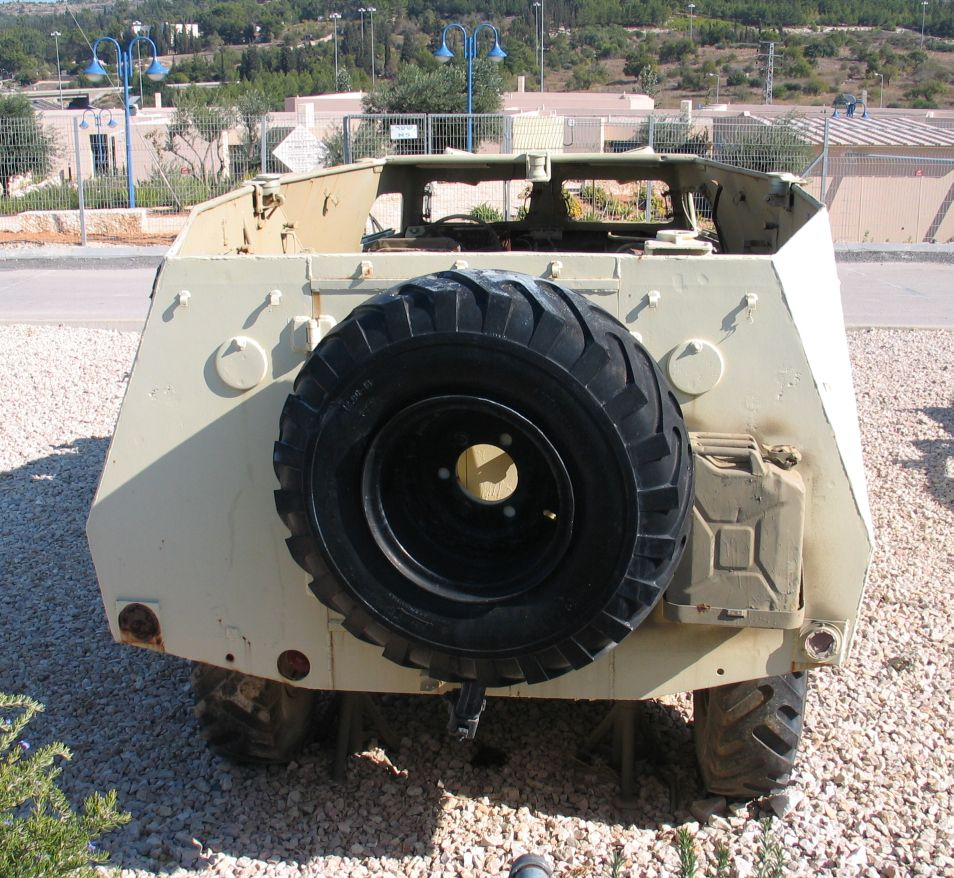
Un BTR-152 en el Museo Yad la-Shiryon, Israel. Nótese el neumático de repuesto en la parte trasera del vehículo.

El BTR-152, basado en un chasis de camión ZIS-151, tiene el motor adelante, con la tripulación detrás del motor y un compartimiento abierto para los soldados detrás. El vehículo está enteramente construido con acero soldado y lleva blindaje inclinado. El parabrisas está protegido por dos cubiertas blindadas que tienen visores integrados. El conductor y el comandante entran en el vehículo a través de las puertas situadas a cada lado de la cabina. La parte superior de las puertas puede abrirse sin tener que abrir toda la puerta, ofreciendo visión lateral al conductor y al comandante. Además, los dos pueden observar el campo de batalla empleando periscopios montados sobre las puertas. El espesor del blindaje del BTR-152 varía desde 15 mm en el frente a 9 mm en los lados, hasta solamente 4 mm en el piso. Esto ofrece una modesta protección frente a disparos de armas ligeras y esquirlas pequeñas, pero no puede resistir disparos de ametralladora pesada y esquirlas grandes. Los neumáticos del BTR-152 no están protegidos por blindaje, siendo muy vulnerables ante disparos de cualquier tipo de arma. El vehículo a veces es equipado con un cabestrante que tiene una capacidad de tracción de 5 t (toneladas) y un cable de 70 m (metros).
El BTR-152 puede remolcar cañones pesados, transportar 1.9 t (toneladas) de carga o medio pelotón de infantería. En el papel de TBP, los soldados pueden disparar sus fusiles desde la relativa protección del vehículo, saliendo de este a través de las puertas traseras o saltando sobre los lados.
El compartimiento de tropas está abierto, aunque en versiones posteriores fue techado. Puede ser cubierto con un toldo para proteger la carga transportada o los solados de la lluvia y nieve; sin embargo, este no permite a los soldados salir del vehículo saltando sobre los lados o montar cualquier ametralladora SGMB de 7.62 mm. Los soldados iban sentados sobre dos bancos de madera. Una puerta doble en la parte posterior de la carrocería daba acceso al compartimiento. Hay tres troneras en cada lado de la carrocería, así como dos en la puerta trasera. El conductor y el artillero son los únicos que tienen protección sobre sus cabezas. El BTR-152K es la única variante de TBP que tiene el compartimiento de tropas techado y un sistema de protección ABQ. Todas las demás variantes del BRT-152 no tienen protección ABQ.

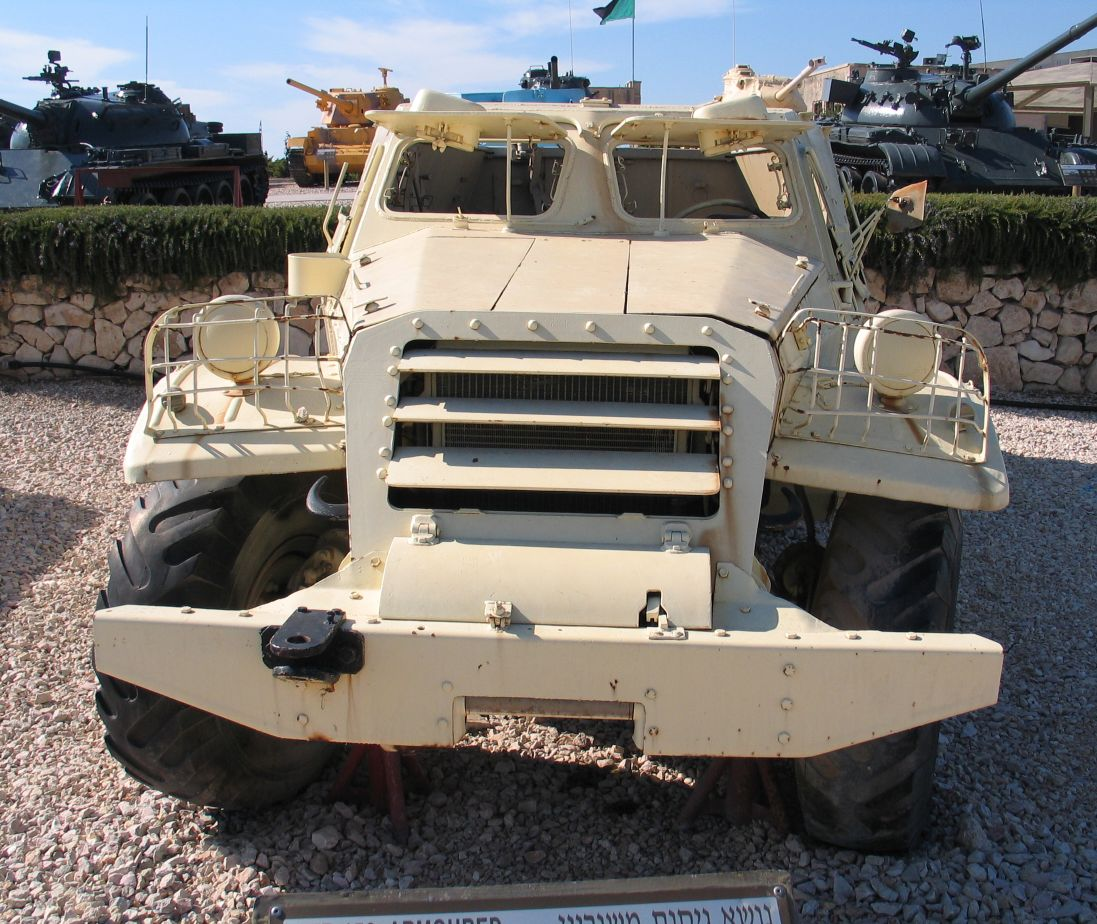
Vista frontal de un BTR-152 en el Museo Yad la-Shiryon, Israel.

El transporte blindado de personal BTR-152 está armado con solo una ametralladora SMGB de 7.62 mm montada sobre un pedestal, que era el armamento habitual de los TBP de la época. También puede montar una ametralladora pesada DShK 1938/46 de 12.7 mm. La ametralladora puede girar en un arco de 45° y elevarse entre +24° y −6°.
Debido a que el BTR-152 original empleaba componentes del ZiS-151, compartía los problemas de mantenimiento del camión y su pobre movilidad a campo través. Las variantes posteriores empleaban componentes del camión ZIL-157 y tenían mayor potencia y neumáticos simples más grandes, que redujeron las desventajas del vehículo pero no las eliminaron por completo. Su mantenimiento y fiabilidad continuaron siendo deficientes. La falta de capacidad anfibia también fue una deficiencia notoria.
Cubiertas blindadas controladas por el conductor protegían el radiador del fuego enemigo. Al cerrarlas, el motor se podía sobrecalentar rápidamente en combate y obligaba al conductor a reducir la velocidad para evitar dañar el motor. Por lo que el vehículo se convertía en un blanco lento y poco maniobrable en el campo de batalla.

## Historial de combate
El vehículo entró en servicio con el ejército soviético el 24 de marzo de 1950 y fue mostrado públicamente por primera vez durante un desfile en Moscú en 1951. Fue retirado como TBP entre finales de la década de 1960 e inicios de la década de 1970, siendo reemplazado por el BTR-60. Continuó en servicio en el ejército soviético y después con el Ejército ruso hasta 1993 en diversos papeles, inclusive vehículos de mando, estaciones de radio móviles y ambulancias. También fue exportado a varios países del Tercer Mundo, donde algunos continúan en servicio.
El BTR-152 entró en combate por primera vez durante la Revolución húngara de 1956. Posteriormente fueron empleados durante la Guerra de los Seis Días en 1967. El Ejército israelí capturó docenas de BTR-152 egipcios y sirios. También fueron empleados en 1968 durante la invasión de Checoslovaquia por el Ejército soviético y otros ejércitos del Pacto de Varsovia. Además fueron empleados en varios conflictos locales, como los que tuvieron lugar en África.

## Variantes

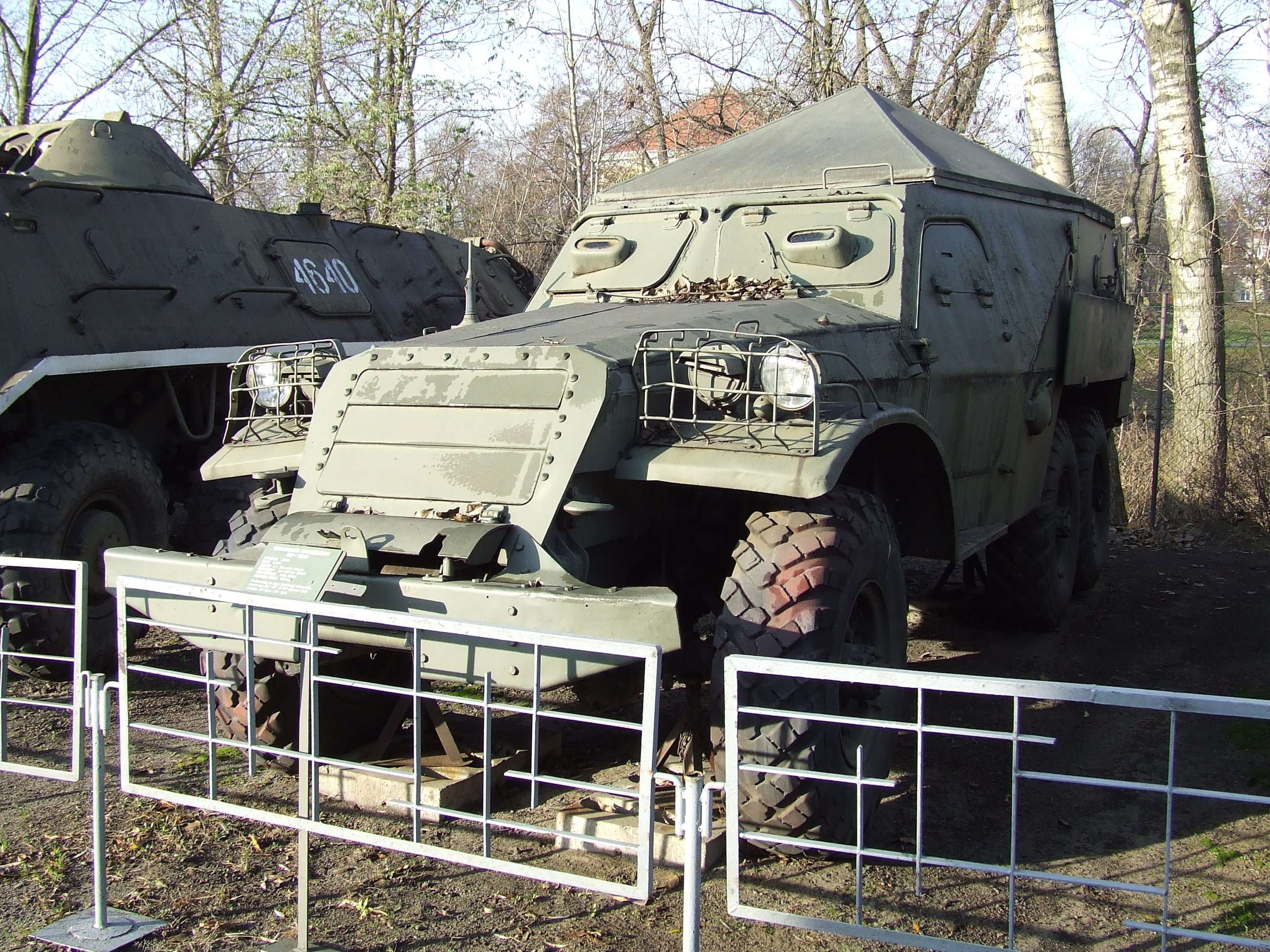
Un BTR-152V en el Museo del Ejército polaco, Varsovia.

### Unión Soviética

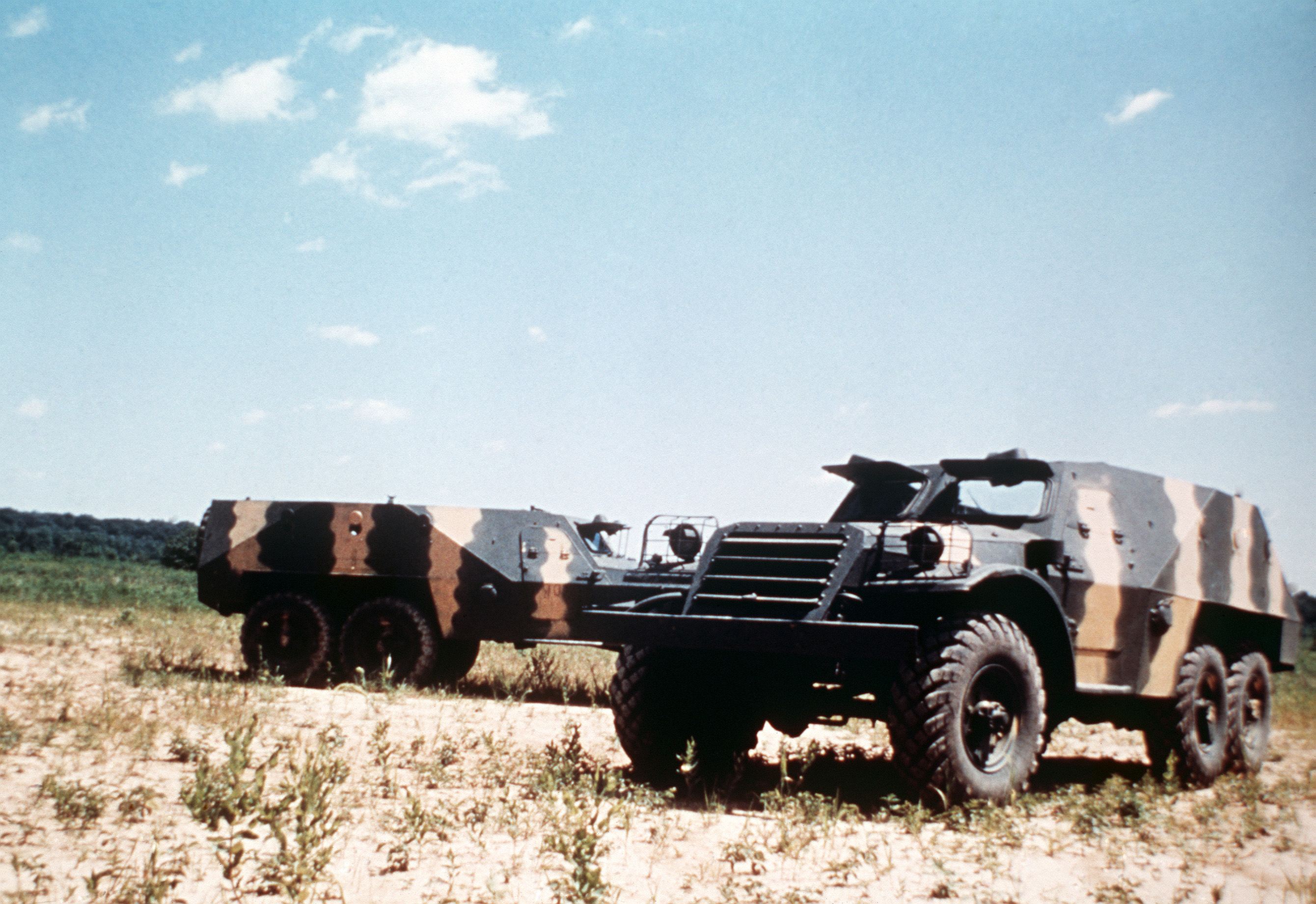
Dos BTR-152V2 soviéticos.

- BTR-152 (1950): Transporte blindado de personal básico, basado en el camión ZIL-151, muchos de los cuales fueron techados y modificados para otros usos, como ambulancias, estaciones de radio y vehículos de ingenieros. El BTR-152 básico no tiene cabestrante, tiene la cabina abierta y no tiene sistema de control de presión de los neumáticos.[2]
  - BTR-152A (1951): Un BTR-152 transformado en cañón antiaéreo autopropulsado, armado con un sistema antiaéreo doble (ZPTU-2) o cuádruple (ZPTU-4) con ametralladoras pesadas KPVT calibre 14.5 mm (con 2400 balas) en una torreta accionada manualmente por un soldado. La tripulación completa del vehículo era de 10 soldados en la variante equipada con el ZPTU-2 y de 5 soldados en la variante equipada con el ZPTU-4. La torreta está situada dentro del compartimiento de tropas y puede ser accionada manualmente por un solo soldado. Puede girar 360° y elevarse entre −5 y +80°.[2][4][10]
  - BTR-152 transformado en un posaminas equipado con soportes para minas antitanque.[9]
  - BTR-152B (1952): Versión de mando de artillería con un cabestrante y un sistema externo de control de presión de los neumáticos.[2][9]
  - BTR-152C: Variante de comunicaciones basada en el BTR-152.[10]
  - BTR-152V (1955): Variante basada en el camión ZIL-157 con un sistema externo de control de presión de los neumáticos, un cabestrante frontal y aparatos de visión nocturna para el conductor.[4]
    - BTR-152D (1955): Con el mismo armamento del BTR-152A, pero basado en el BTR-152V.
    - BTR-152I: Versión de mando de artillería del BTR-152V.[2]
    - BTR-152S: Vehículo de mando y estación de radio móvil para comandantes de infantería. Tiene un techo mucho más alto, así como radios y antenas adicionales.[1][9]
    - BTR-152V1 (1957): Con equipos de visión nocturna, cabestrante, cabina abierta y sistema externo de control de presión de los neumáticos mejorado.[2]
      - BTR-152K (1959): Tiene techo blindado con tres grandes escotillas, dos de las cuales se abren hacia la derecha sobre el compartimiento de tropas, sistema interno de control de presión de los neumáticos y sistema de filtrado/ventilación. El peso del vehículo aumentó y la tripulación se redujo de 2+18 a 2+13.[4][9][10]
        - BTR-152K transformado en ambulancia blindada.

      - BTR-152E: Con el mismo armamento del BTR-152A, pero basado en el BTR-152V1.
      - BTR-152U: Vehículo de mando basado en el BTR-152V equipado con un sistema externo de control de presión de los neumáticos. Este vehículo de mando tiene un techo mucho más alto, así como radios y antenas adicionales. Tiene equipos para cifrado y encriptación. Este vehículo normalmente lleva un remolque que transporta equipo adicional.[2][4][9]
        - BTR-152U equipado con un sistema interno de control de presión de los neumáticos.[9]
          - BTR-152U con techo blindado y sistema interno de control de presión de los neumáticos.[9]

    - BTR-152V2: Versión del BTR-152V sin cabestrante. Tiene un sistema interno de control de presión de los neumáticos.[2]
      - BTR-152D basado en el BTR-152V2.[9]
      - BTR-152B1 (1958): Versión de mando de artillería con un cabestrante frontal, sistema interno de control de presión de los neumáticos y aparato de visión nocturna TBH-2 para el chofer.[11]

    - BTR-152V3: Un BTR-152V con cabestrante frontal, cabina abierta, faros infrarrojos y sistema interno de control de presión de los neumáticos.[2]
    - BTR-E152V (1957): Versión experimental; el segundo par de ruedas fue movido hacia el centro del vehículo para mejorar su desempeño campo a través.

### China

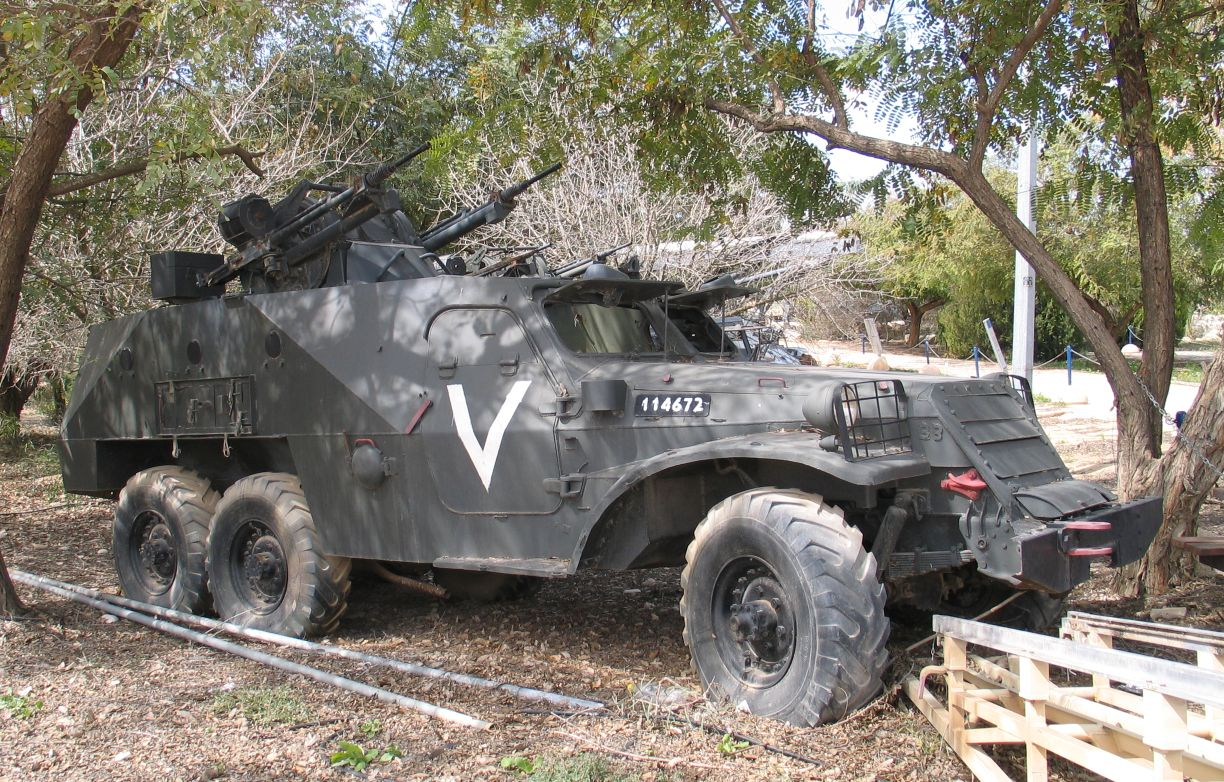
Un BTR-152 TCM-20 en el museo Heyl ha-Avir, Hatzerim, Israel.

- Tipo 56: Copia china.

### Egipto
- BTR-152 transformado en un cañón antiaéreo autopropulsado, armado con el sistema antiaéreo checoslovaco KLAD (su denominación egipcia es M58) de cuatro ametralladoras pesadas DShK 1938/46 de 12.7 mm, montado en el compartimiento de tropas. Fue retirado de servicio a mediados de la década de 1980.[2][6][9]

### Israel
- BTR-152 capturado al Ejército sirio o egipcio y modificado para cumplir los requisitos del Ejército israelí.[9]
- BTR-152 TCM-20: Cañón antiaéreo autopropulsado israelí, basado en un BTR-152 sirio o egipcio capturado. Está armado con el sistema antiaéreo TCM-20, de dos cañones automáticos de 20 mm.[9]

### Líbano

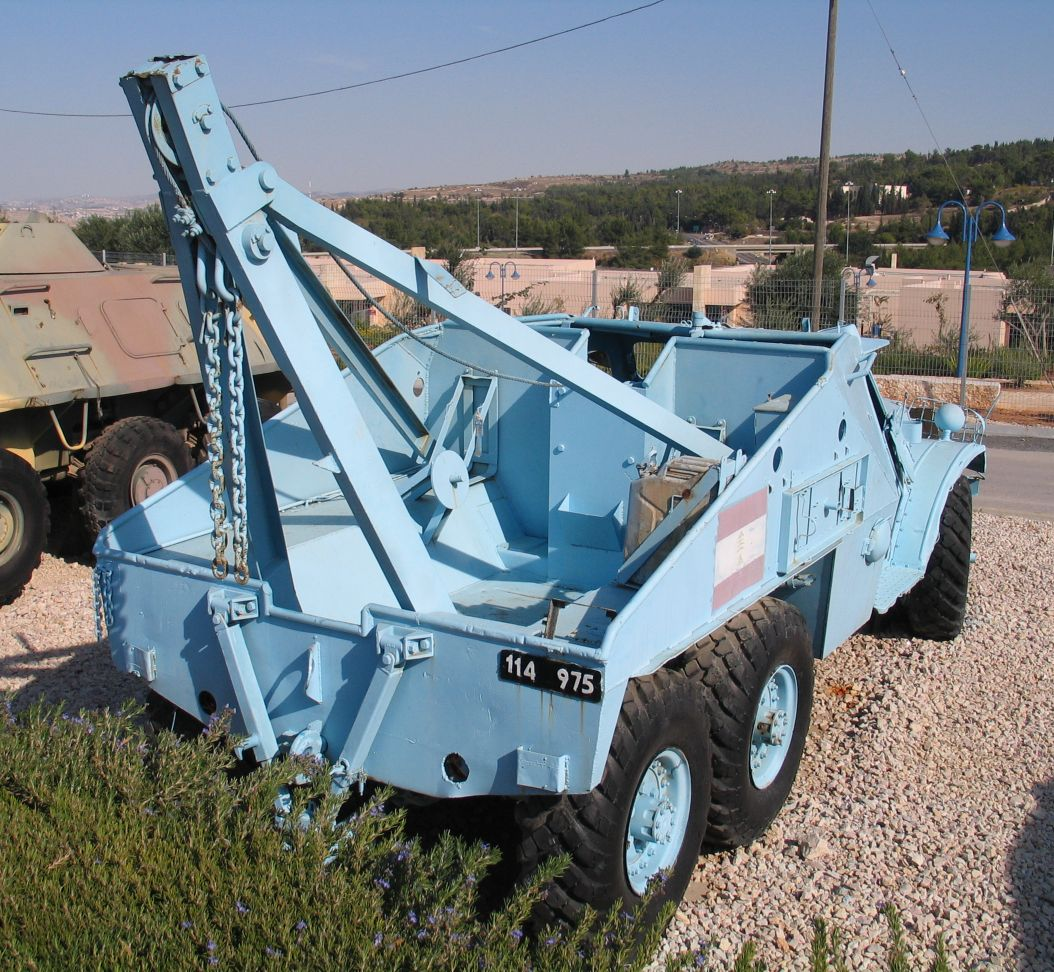
Un BTR-152 transformado en vehículo de recuperación por las milicias libanesas, al lado de un BTR-60 en el Museo Yad la-Shiryon, Israel.

- BTR-152 modificado por las milicias libanesas. Fue equipado con un cañón antiaéreo ZU-23-2 situado dentro del compartimiento de tropas. Fue empleado para fuego de apoyo y defensa antiaérea.[9]
- BTR-152 modificado por el Ejército del Sur del Líbano. Fue equipado con una grúa dentro del compartimiento de tropas, que fue recortado. Hay un ejemplar sobreviviente en el Museo Yad la-Shiryon, en Israel.[9]

### Polonia
- BTR-152 transformado para servir como puesto de mando móvil. Tiene radios adicionales.[9]
- BTR-152 transformado en vehículo de ingenieros.[1]
- BTR-152 transformado en tractor blindado de artillería.[1]

### República Democrática Alemana
- SPW-152: Versión germano-oriental del BTR-152.[9]
  - SPW-152 transformado en ambulancia blindada.[9]
  - SPW-152U: Versión germano-oriental del BTR-152 de mando.[9]

## Usuarios

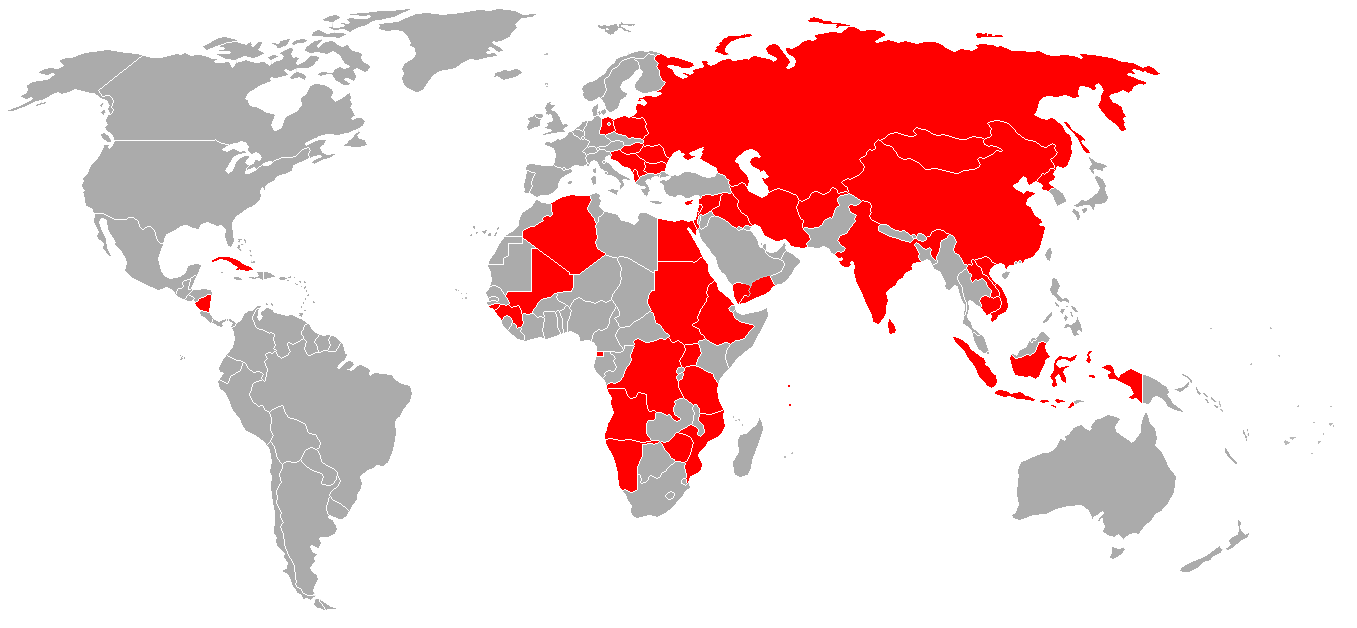
Usuarios del BTR-152.

- Afganistán
- Albania:Sólo planificación.
- Angola
- Argelia
- Camboya
- Corea del Norte
- Cuba
- China (como Tipo 56)
- Chipre
- Egipto: 300 BTR-152.[12] Originalmente se compraron 675 BTR-152. Egipto empleaba 120 BTR-152 transformados en cañones antiaéreos autopropulsados (véase la sección Egipto para detalles), pero los retiró de servicio a mediados de la década de 1980.
- Estonia: 5[13]
- Etiopía
- Georgia
- Guinea
- Guinea-Bisáu
- Guinea Ecuatorial
- Hungría
- India
- Indonesia
- Irán
- Israel: Capturó una buena cantidad de estos vehículos a Egipto y Siria durante la Guerra de los Seis Días. Fue empleado por el Ejército israelí principalmente como artillería autopropulsada, por ejemplo el BTR-152 TCM-20. Una pequeña cantidad fue empleada por la Policía israelí.[3]
- Laos
- Mali
- Mongolia
- Mozambique
- Nicaragua
- Polonia: Empleado por el Ejército, pero fue reemplazado por el transporte blindado de personal SKOT. En 1982, la Milicja Obywatelska recibió de la Volkspolizei germano-oriental 6 BTR-152V1 con equipos especiales.[14] Uno de los vehículos todavía se encuentra almacenado como reserva por la Policía.
- República del Congo
- Seychelles
- Siria
- Somalilandia
- Sri Lanka
- Sudán
- Tanzania
- Uganda
- Vietnam
- Yemen: 250
- Rodesia

### Anteriores usuarios
- Al-Mourabitoun: Empleó en la década de 1980 vehículos que pertenecieron a la OLP.
- Alemania: Tomados del Ejército Popular Nacional (NVA), todos fueron descartados o vendidos a otros países.
- Alemania Oriental: Heredados por Alemania unificada.
- Bulgaria: Retirados de servicio en la década de 1990.
- Irak: Todos fueron destruidos o descartados.
- Fuerzas Libanesas: Suministrados por Siria e Israel, o capturados a la OLP.
- Ejército del Sur del Líbano: Suministrados por Israel.
- Tigres (Líbano): Suministrados por Siria a finales de la década de 1970.
- Organización para la Liberación de Palestina: Suministrados por Siria. Cedidos a la milicia libanesa Al-Mourabitoun.
- Rumania: Retirados de servicio en la década de 1990.
- Rusia: Retirados de servicio en la década de 1990.
- Unión Soviética: Heredados por los estados sucesores.
- Vietnam del Norte: Heredados por el estado sucesor.
- Yugoslavia: 40, retirados en la década de 1970.
- Rodesia: Algunos capturados a la guerrilla y puestos operativos por las fuerzas rhodesianas.